# کوه کوموچی
کوه کوموچی (به لاتین: Mount Komochi) یک کوه در ژاپن است که در Gunma Prefecture, Japan واقع شده‌است. کوه کوموچی ۱٬۲۹۶٫۰۳ متر بالاتر از سطح دریا واقع شده‌است.